# Aleurotrachelus nivetae
Aleurotrachelus nivetae là một loài côn trùng cánh nửa trong họ Aleyrodidae, phân họ Aleyrodinae.
Aleurotrachelus nivetae được Cohic miêu tả khoa học đầu tiên năm 1969.